# 戈德亚姆
戈德亚姆（Kottayam），是印度喀拉拉邦戈德亚姆县的一个城镇。总人口60725（2001年）。

## 人口
该地2001年总人口60725人，其中男性29883人，女性30842人；0—6岁人口5995人，其中男3084人，女2911人；识字率87.24%，其中男性为88.06%，女性为86.44%。